# Maria Bartolomea Bagnesi
Maria Bartolomea Bagnesi (Firenze, 24 agosto 1514 – Firenze, 28 maggio 1577) fu una laica consacrata nell'Ordine dei Domenicani, ma non è mai stata terziaria per ragioni di salute, come dopo è stato scritto.
Appassionata delle Sacre Scritture, fu ammirata da Santa Maria Maddalena de' Pazzi, che si ritenne da lei miracolosamente guarita il 16 giugno 1584. Fu beatificata nel 1804.

## Vita

### L'infanzia
Maria Bartolomea Bagnesi era figlia di Carlo di Rinieri e di Alessandra Orlandini, una famiglia di nobile casato; era «bella di corpo, di statura mediocre, sottile e tutta allegra, incominciando a parlare, aveva imparato certe laude di Dio, le quali cantava con molta giocondità e giubilo». Rimasta orfana della madre fu responsabile dell'intera famiglia e si legò alla spiritualità domenicana, frequentando il convento di Santa Maria Novella. Secondo padre Alessandro Capocchi, domenicano, assiduo predicatore al Carmelo fiorentino fino al 1581, che l'aveva conosciuta: «Ardeva di charità e amor di Dio e del proximo», unendo impegni quotidiani e vita di preghiera. A 17 anni il padre le propose il matrimonio con un giovane ma, lei non volle e la sua salute ne risentì. Da allora rimase inferma e costretta a letto per 45 anni quasi ininterrotti, ma con molte amicizie di laici e religiose.
In modo contrario al desiderio del padre vedovo e dopo molti travagli causati anche dal rifiuto da parte del padre di una scelta di vita religiosa, nel 1547, a 33 anni: «volse pigliare l'habito di San Domenico; fu vestita da Maestro Vittorio di Mattheo frate di santo Domenico del convento di santa Maria Novella e nelle mani sua fece la Professione in capo all'anno e tutto si exequì nella sua camera, dove stava inferma». Da allora la sua salute migliorò e alcune volte poté uscire di casa. 

### La vita religiosa
Come Santa Caterina da Siena, a cui si ispirava, non fu, come si crede una terziaria domenicana, ma visse da laica consacrata nella sua casa, assistita da frati domenicani, da padre Alessandro Capocchi, domenicano e don Agostino Campi (poi governatore del Carmelo di Maria Maddalena de' Pazzi) ed altri confessori, dedicandosi alla preghiera e all'accoglienza e al conforto di quanti le chiedevano consigli per la loro vita e cammino spirituale. Fu sempre piena di umiltà e ripose tutta la sua fiducia in Dio, ripetendo spesso a chi l'andava a trovare: 
(Maria Bartolomea Bagnesi)
Centrale fu la sua attenzione per la Passione del Signore e l'ascolto delle Sacre Scritture. Particolarmente caro al suo cammino di fede fu il Cantico dei Cantici, che padre Capocchi provvide a commentare in alcune parti con un'operetta scritta per lei (presente nell'archivio del Carmelo fiorentino) e che ritorna nelle poche lettere conservate da lei dirette a monache carmelitane. 
Sia la Bagnesi che il suo confessore, poi governatore del Carmelo fiorentino di Santa Maria degli Angeli, don Agostino Campi da Pontremoli (1591), coinvolti negli ambienti riformistici di matrice savonaroliana, come lo stesso padre Capocchi. Grande era la loro devozione verso il Savonarola, tanto da compilare in suo onore vere raccolte di miracoli ricevuti da lui e i suoi due compagni detti "i tre Santi martiri". 
Alla loro presenza fu anche dovuta la passione per la meditazione sulla Sacra Scrittura che pervase il Carmelo fiorentino di Santa Maria degli Angeli e Santa Maria Maddalena. La sintonia di questa laica domenicana con le sorelle di Santa Maria degli Angeli fu tanto profonda che giunse fino all'ipotesi di una coabitazione, arrestata solo dalla sua morte. Dalla biblioteca della Bagnesi derivavano i testi fondamentali di lectio divina usati nel noviziato del Carmelo su cui si formò Santa Maria Maddalena de' Pazzi.
Alla sua morte il suo corpo fu trasportato in processione da Santa Maria Novella, dove si svolsero le esequie, a Santa Maria degli Angioli – oggi San Frediano in Cestello- passando per il Ponte Vecchio. Il feretro fu seguito da molti religiosi, dalla compagnia di san Sebastiano, cui era devota, e da tanta folla che continuamente si avvicinava per toccarlo. Fu sepolta in S. Maria degli Angioli dietro l'altare maggiore, e poi traslata nel cimitero e nel monastero delle carmelitane. Le suore del tempo la chiamarono la loro Beata Madre. Il suo corpo incorrotto è venerato nel Carmelo fiorentino di Santa Maria degli Angeli di Firenze (Careggi).

## Culto

### La devozione di Santa Maria Maddalena de' Pazzi
Santa Maria Maddalena de' Pazzi ammirava Suor Maria, come abitualmente la chiamavano le suore carmelitane. Riteneva che fosse una «che ha conosciuto il mio Amore» (Quaranta Giorni, 143) e «sebbene la Madre Suor Maria non aveva tanto scritto, predicato, e fatto libri, et condotto apertamente tante creature a Jesu come haveva fatto lei … havendo condotto secretamente molte creature a Jesu con le oratione, e con la sua dolce ed efficace esortazione…con l'essemplo della sua gran patientia in una si lunga e grave infirmità… e quel che più importa aveva amato Jesu grandemente come Santa Catherina» (Quaranta Giorni, 234-235). 
Già ai suoi tempi si temeva che il valore della testimonianza della Bagnesi fosse poco conosciuto e stimato, ma Maria Maddalena aveva criteri diversi da quelli della fama: «Sì, la Madre Suor Maria, ha amato il mio Amore. Amore, Amore, et poi le temono che no' sia conosciuta; la Tepidità e la poca Fede fa, Amore, che l'hanno questo timore, che la tua diletta no' sia conosciuta. Ma, o, Amore, la saprai ben far conoscere sì, quando sarà il tempo. O, Amore, amore, e quell'altra, dico la serafica Chaterina [da Siena], queste Amore son quelle che t'hanno amato di puro Amore» (Quaranta Giorni, 149).
A Bartolomea, la Santa riconosceva un ruolo specifico di intercessione per le sue sorelle carmelitane, in quanto partecipava ad iniziarle all'amore consegnato del Cristo di cui tutte beneficiavano, imparando da lei la forza e il sostegno della comunione dei Santi nell'itinerario della vita cristiana (Colloqui II, 378).
Si mostrò attenta ad un ascolto personale della voce del Figlio che parla nelle creature: «Infra l'ottava della Visitazione [2 luglio], trovandomi presente a quel grandissimo e ineffabile misterio della santa messa, particolarmente nella santa epistola, ho sentito che il Diletto veniva saltellando per monti e colli (cf Ct 2, 8ss)… Certo ch'è la voce del mio diletto. Vuo star audir adunque quello che parlerà in me il mio diletto. Et chi è cotesto tuo diletto? Dominus Deus. Egli è il mio Signore, Egli è il mio Dio, è ben Dio di tutti si, ma è mio poiché mi si è donato e io lo voglio» (Maria Bartolomea Bagnesi, Lettera, 18 luglio 1562).
Il 16 giugno 1584 Santa Maria Maddalena de' Pazzi, malata gravemente, guarì e attribuì questo evento alla sua intercessione. Sostenne di aver assistito ad alcune visioni di Maria Bartolomea. Nella prima vide Madre Maria nel paradiso vestita splendidamente distribuire delle pietre preziose a religiosi e laici: bianche per la purezza, rosse per l'amore di Dio, paonazze per l'umiltà, e tané (castano scuro) per la pazienza. Poi la vide sul carro di fuoco come Elia, a significare la sua grande carità. Come Elia ad Eliseo, suor Maria Bartolomea nella visione lasciò a suor Maria Maddalena lo spirito doppio della carità: la grande compassione di tutte le miserie delle creature, e soprattutto delle povere persone.

### Una apparizione miracolosa
L'agiografia racconta anche che il 27 maggio 1741 apparve, vestita d'abito bianco, con un velo sempre bianco in capo, coronata di rose e d'altri fiori, ad un giovane veneziano di passaggio a Firenze, quasi impazzito per la mancanza di denaro, e salvò lui e la moglie da un gesto disperato.

### La beatificazione
Maria Bartolomea Bagnesi fu beatificata nel 1804. La festa liturgica è il 28 maggio.

### Il miracolo dell'olio della beata Bartolomea
Dopo la beatificazione del 1805, dal 26 al 28 luglio le suore carmelitane di Santa Maria degli Angioli avevano distribuito ai fedeli l'olio avanzato dalle lampade che ardevano sulla sua tomba. L'olio benedetto però era finito presto, a causa della grande richiesta dei fedeli.
L'anno seguente, in maggio, nei giorni vicini alle feste di Santa Maria Maddalena de' Pazzi (il 25) e della beata Bartolomea (il 28), la suora custode dell'orciaia (la cantina) aveva appeso un ritratto della beata su un orcio vuoto. Il 30 maggio, con un po' di ritardo sulle feste, con un gesto di devozione la stessa suora aveva sparso delle gocce d'olio detto di S. Maria Maddalena in dispensa e sull'orcio su cui era il ritratto. Un Ragguaglio stampato qualche anno dopo narra che, aprendo l'orcio, lo vide ricolmo fino all'orlo di olio purissimo. Subito la notizia si sparse per Firenze e ne fu informata anche la regina che volle farsi benedire con l'olio miracoloso. In seguito alle chiacchiere nate in città a proposito del presunto miracolo, la priora del monastero suor Maria Fedele del Sacro Cuore di Gesù richiese all'arcivescovo Antonio Martini l'apertura di un processo formale che stabilisse la verità. Dopo innumerevoli riscontri, visite, misure, interrogazioni di suore e analisi chimiche, il 10 dicembre 1806 la commissione affermò la natura miracolosa dell'olio, che quindi poteva essere usato e distribuito ai fedeli con rispetto e venerazione. Il miracolo venne divulgato a stampa da un opuscoletto, il Ragguaglio, che fu approvato da padre Costantino M. Battini della SS. Annunziata di Firenze.

## I confessori
- Beato Alessandro Capocchi
- Agostino Campi da Pontremoli